# 19303 Chinacyo
19303 Chinacyo è un asteroide della fascia principale. Scoperto nel 1996, presenta un'orbita caratterizzata da un semiasse maggiore pari a 2,4191507 UA e da un'eccentricità di 0,2098556, inclinata di 3,81807° rispetto all'eclittica.